# Campionat britànic de trial femení
El Campionat britànic de trial femení (en anglès: British Trials Championship), regulat per la federació britànica de motociclisme, Auto-Cycle Union (ACU), és la màxima competició de trial en categoria femenina que es disputa al Regne Unit.

## Llista de guanyadores
A 10 de desembre de 2024
| Temporada | Campiona     | Motocicleta |
| --------- | ------------ | ----------- |
| 2002      | Maria Conway | Montesa     |
| 2003      | No disputat  | No disputat |
| 2004      | Rebekah Cook | Gas Gas     |
| 2005      | Rebekah Cook | Gas Gas     |
| 2006      | Rebekah Cook | Gas Gas     |
| 2007      | Rebekah Cook | Gas Gas     |
| 2008      | Rebekah Cook | Gas Gas     |
| 2009      | Rebekah Cook | Sherco      |
| 2010      | Joanne Coles | Gas Gas     |
| 2011      | Rebekah Cook | Sherco      |
| 2012      | Rebekah Cook | Beta        |
| 2013      | Rebekah Cook | Beta        |
| 2014      | Emma Bristow | Sherco      |
| 2015      | Emma Bristow | Sherco      |
| 2016      | Emma Bristow | Sherco      |
| 2017      | Emma Bristow | Sherco      |
| 2018      | Emma Bristow | Sherco      |
| 2019      | Jess Bown    | Scorpa      |
| 2020      | No disputat  | No disputat |
| 2021      | Emma Bristow | Sherco      |
| 2022      | Nikita Smith | -           |
| 2023      | Alice Minta  | Scorpa      |
| 2024      | Alice Minta  | Scorpa      |

## Estadístiques

### Campiones amb més de 3 títols
A 10 de desembre de 2024
| Pilot        | Títols |
| ------------ | ------ |
| Rebekah Cook | 9      |
| Emma Bristow | 6      |